# Nguyễn Thị Tư
Nguyễn Thị Tư là liệt sỹ đã hy sinh trong cuộc kháng chiến chống Mỹ. Bà là nguyên mẫu để cố soạn giả cải lương Trọng Nguyễn - nguyên Chủ tịch Hội văn học - Nghệ thuật tỉnh Bạc Liêu (1933 – 2018) viết nên bài vọng cổ "Giọt sữa cuối cùng" năm 1997.

## Tiểu sử
Nguyễn Thị Tư sinh năm 1937 trong một gia đình nghèo, đông con.
Ngày 16 tháng 12 năm 1954, Bà Tư đám cưới với ông Lê Văn Dõng (Năm Dõng) - một cán bộ diệt ác ôn nổi tiếng của vùng và có với nhau bốn người con. Cuối năm 1971, bà Tư sinh bé út đặt tên Lê Mỹ Linh.
Những năm 1960 - 1971, xã Vĩnh Hưng là vùng đệm giữa căn cứ cách mạng Mỹ Trinh với Tiểu khu Bạc Liêu chính quyền Việt Nam cộng hòa nên thường xuyên diễn ra những trận càn quét, đánh nhau ác liệt giữa hai bên để tranh đất, giành dân.
Đầu thập niên 1970, anh Năm Dõng đang là xã đội trưởng lãnh đạo du kích xã tiêu diệt nhiều tên ác ôn khét tiếng trong vùng. Sống hợp pháp trong vùng tạm chiếm, chị Tư thay chồng lo cho gia đình, cha mẹ, vừa nuôi con, lập quán hàng buôn bán để nghe ngóng thông tin, bí mật cung cấp thuốc men, lương thực, làm giao liên, bảo vệ an toàn cho cán bộ ra vào vùng tạm chiếm và nuôi giấu cán bộ, du kích dưới hầm bí mật.
Sau khi tìm mọi cách để giết anh Lê Văn Dõng nhưng không thành, cuối cùng địch bày mưu bắt chị Nguyễn Thị Tư để buộc chị khai ra những căn hầm bí mật ở khu căn cứ Mỹ Trinh. Xã ủy Vĩnh Hưng nhận được tin mật báo về ý đồ của bọn chỉ huy tiểu khu Bạc Liêu, cùng lúc đó lại nhận được tin ở xã Minh Diệu bọn chúng đã giết chết vợ của đồng chí Hai Hoàng - thường vụ huyện ủy Vĩnh Lợi, nên chỉ đạo cho chị Tư phải bỏ trốn khỏi xã. Chị Tư gửi ba đứa con lớn cho bà ngoại giữ, còn mình thì ẵm đứa con gái út đi khỏi ấp Trung Hưng I, tá túc nhà bà Hai Đẩu để sáng xuống đò đi ra Láng Tròn lánh nạn.
Khoảng 18 giờ ngày 14 tháng 2 năm 1972, một đại đội bảo an nhận lệnh đi bắt vợ xã đội trưởng Năm Dỏng ập đến sau khi đã lùng sục khắp ấp Trung Hưng I. Không thể thuyết phục được chị Tư chỉ điểm Năm Dỏng và du kích Mỹ Trinh, đám lính bảo an quyết định giết chết chị. Trước khi kẻ thù hành quyết, chị đã xin bồng đứa con gái và vạch áo cho con bú những giọt sữa cuối cùng. Không lâu sau, đám lính giành lấy đứa bé và lôi chị đi cách đó khoảng 100m, bắn chị chết và cắt một vành tai của chị đem về. Khi chị Tư hy sinh, Lê Mỹ Linh khi ấy mới chỉ hơn 10 tháng tuổi.

## Bài vọng cổGiọt sữa cuối cùng
Sau khi biết đến tấm gương hy sinh anh dũng của chị qua lời kể của nhà văn Phan Trung Nghĩa trong lúc đi tìm tài liệu để viết kịch bản cho bộ phim tài liệu Bạc Liêu quê hương tôi dài bốn tập do Hãng phim Giải Phóng thực hiện. Cố soạn giả cải lương Trọng Nguyễn - nguyên Chủ tịch Hội văn học - Nghệ thuật tỉnh Bạc Liêu viết nên bài vọng cổ "Giọt sữa cuối cùng" năm 1997.

## Tri ân
Chị được công nhận là liệt sĩ và được qui tập về nghĩa trang liệt sĩ.
Ngày 28 tháng 11 năm 2012, cơ quan thường trú của Đài Tiếng nói Việt Nam tại khu vực Tây Nam Bộ - Đồng bằng sông Cửu Long và hai tỉnh Sóc Trăng, Bạc Liêu khởi công xây nhà tình nghĩa tặng cho Lê Mỹ Linh – con của liệt sĩ Nguyễn Thị Tư tại ấp 12, xã Vĩnh Lợi, huyện Thạnh Trị, Sóc Trăng. Công trình xây nhà là công trình đặc biệt vì có sự đóng góp tích cực của khán thính giả cả nước qua cơ quan thường trú của Đài Tiếng nói Việt Nam tại khu vực Tây Nam Bộ - Đồng bằng sông Cửu Long. Công trình có tổng kinh phí gần 100 triệu đồng.

## Ngộ nhận
Tuy sự hy sinh của Nguyễn Thị Tư là có thật nhưng chị không phải là nhân vật trong tấm hình người phụ nữ ngồi cho con bú đăng trên ảnh bìa tạp chí The Daily Telegraph xuất bản ngày 1 tháng 5 năm 1970 do phóng viên chiến trường Larry Burrows chụp như nhiều báo đưa tin. Lý do là vì: Bức hình là của Larry Burrows chụp tại Rạch Kiến, Long An được đăng trên Tạp chí LIFE ngày 13 tháng 1 năm 1967 đã được đóng dấu xác nhận bản quyền. Larry Burrows đã chết cùng sĩ quan, lính Mỹ vào tháng 2 năm 1971 trong vụ trực thăng bị quân Giải phóng miền Nam Việt Nam bắn rơi trong Chiến dịch Lam Sơn 719, còn chị Tư mất năm 1972.